# Florida Suite

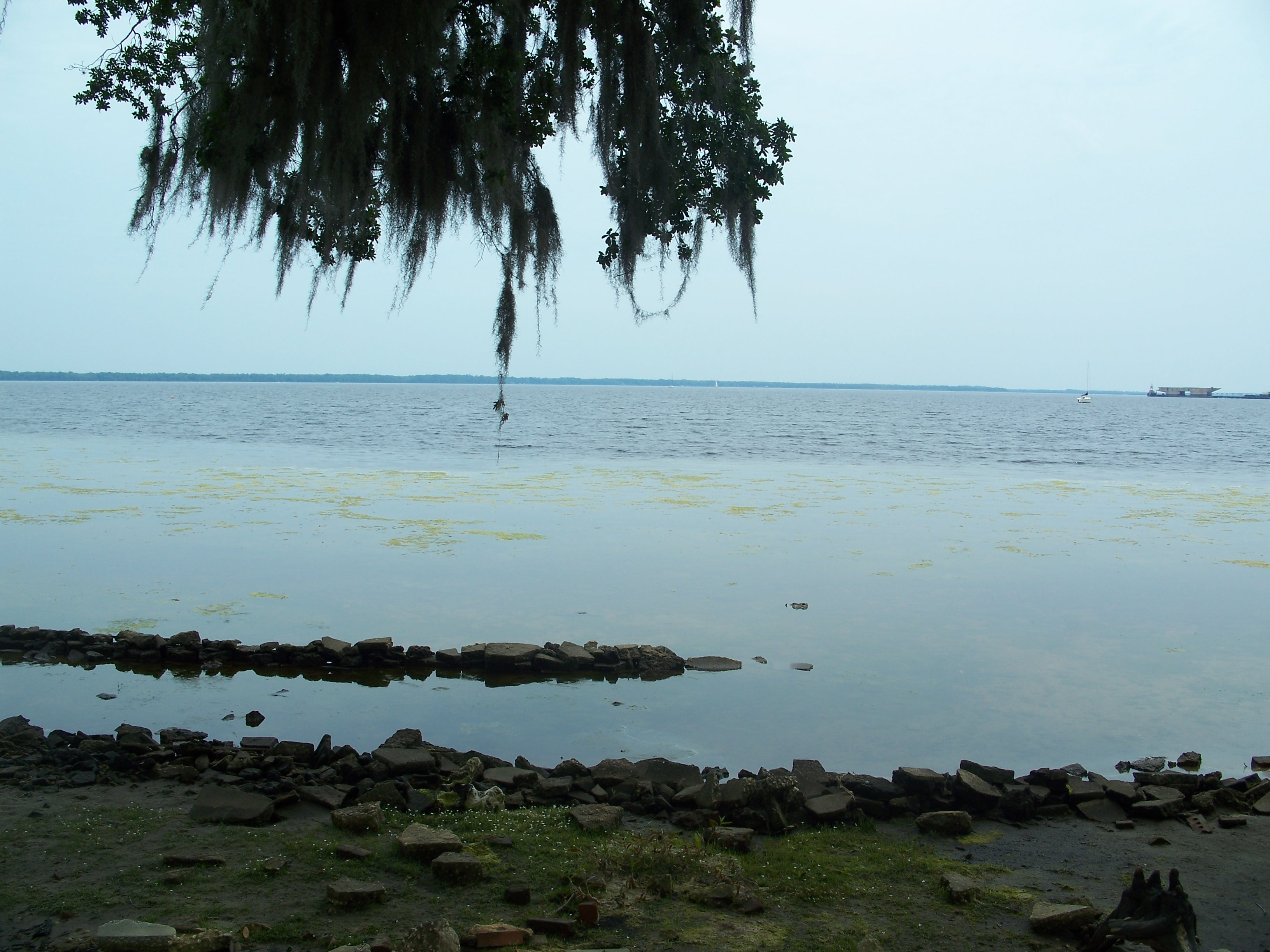
Río St. Johns, en el puente Shands

La Florida Suite es una suite orquestal por el compositor inglés Frederick Delius. Compuso la obra en el año de 1887 en Leipzig, después de pasar un tiempo como gerente de un campo de naranjos en Florida, inspirado por su paisaje y cultura, centradas principalmente en el río San Juan. Durante este tiempo, Delius también estudió música con un organista en Jacksonville. Esta suite es una de las obras más populares del compositor. El movimiento "Daybreak" incluye una versión de la canción "La Calinda", que Delius empleó posteriormente en su ópera Koanga.
Hans Sitt dirigió el estreno de la obra en 1888 en Leipzig. Thomas Beecham, que era un gran defensor de la obra de Delius, tenía una partitura del copista, que usaba para sí mismo, realizada a partir del manuscrito original del compositor. La suite fue publicada por primera vez en 1963. Una edición corregida de la partitura fue publicada en 1986.

## Movimientos
La suite consta de cuatro movimientos:
1. Daybreak — Dance (Amanecer - Danza)
2. By the River (En la ribera del río)
3. Sunset — Near the Plantation (Anochecer - En la plantación)
4. At Night (De noche)